# オス (アクラ)
オスはガーナの首都アクラの中央ビジネス街から3km東に位置している。アクラのウェスト・エンドとしても知られる。オスは、南側はギニア湾と接し、西側の境界はインデペンデンスアベニューである。オスは 北側の Laboneとは環状道路で隔てられている。 17世紀に植民地として建設されたので、オスは20世紀初期の建物と近代的な建物が混在している。 

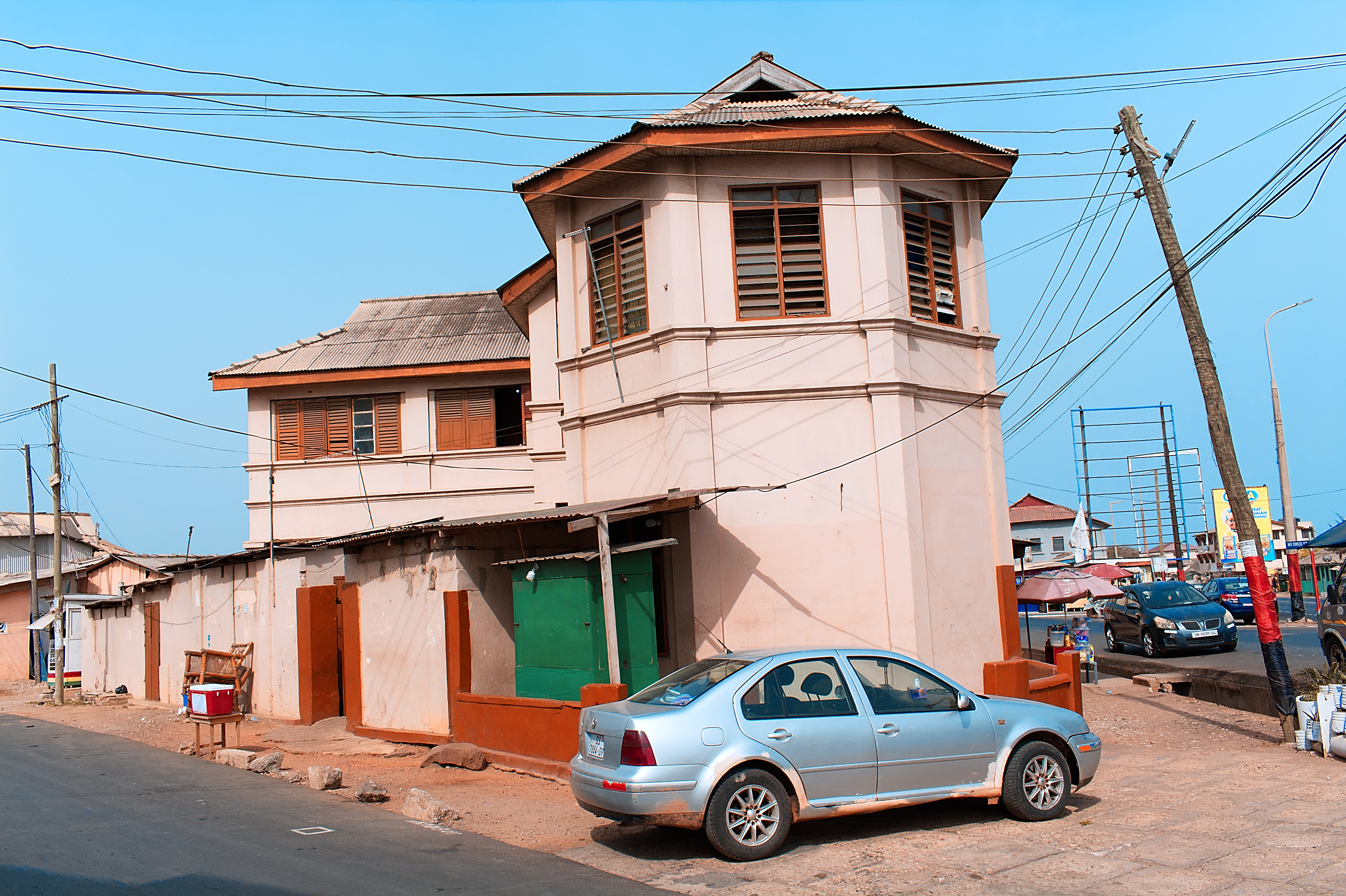
植民地時代の建物

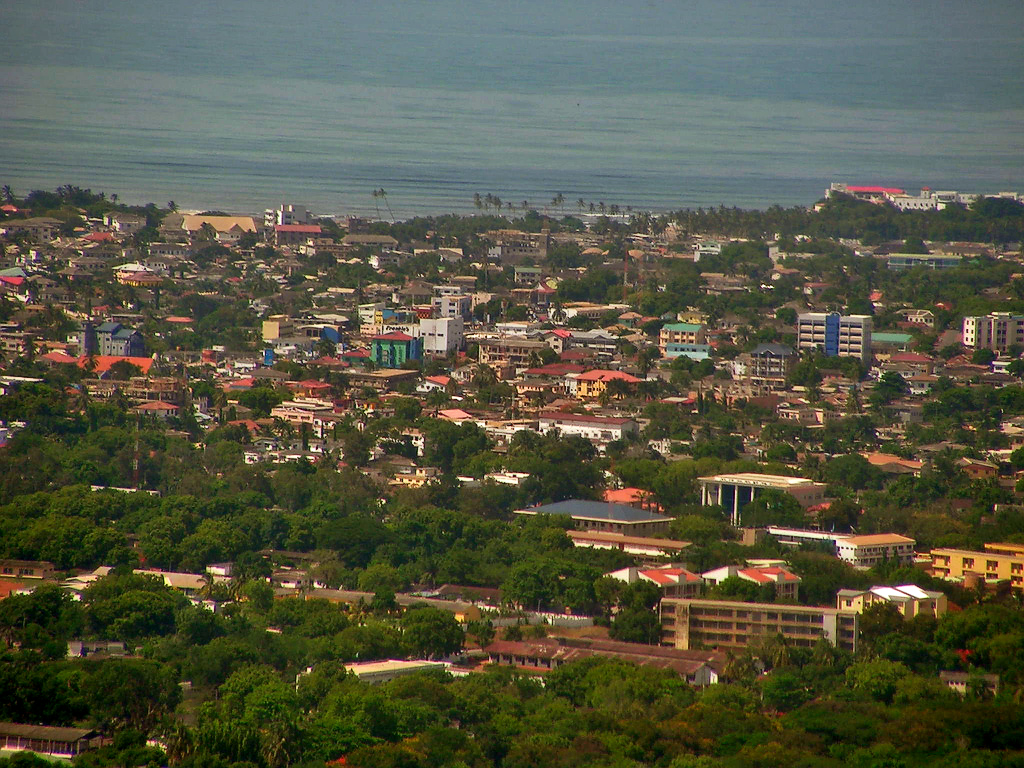
オスの全景

## 施設
- Accra International Conference Center
- Accra Ridge Church
- Accra Sports Stadium
- Black Star Square
- Ebenezer Presbyterian Church, Osu
- Independence Arch
- オス城
- Parliament House of Ghana
- Ridge Church School
- Greater Accra Regional Hospital